# Derek Hudson (Segler)
Derek Hudson (* 1. Februar 1936) ist ein ehemaliger botswanischer Segler.

## Erfolge
Derek Hudson belegte bei den Olympischen Spielen 1984 in Los Angeles in der Finn-Dinghy-Regatta den 27. Platz.